# Alireza Firouzja
Alireza Firouzja (en persa: علیرضا فیروزجا‎, pronunciado /æliːɾezɑː fiːɾuːzˈdʒɑː/; Babol, Mazandarán; 18 de junio de 2003) es un Gran Maestro de ajedrez francés nacido en Irán. Ganó el Campeonato de Irán de ajedrez a los doce años y el título de Gran Maestro a los catorce. Es el segundo jugador más joven de la historia en alcanzar una puntuación Elo en el ranking FIDE superior a 2700 —solo por detrás de Wei Yi—, a los dieciséis años y un mes. Es el jugador más joven de la historia en alcanzar una puntuación Elo en el ranking FIDE superior a 2800, batiendo el récord de Magnus Carlsen.
A febrero de 2020, Firouzja era el mejor jugador juvenil y el 23.º mejor del mundo con una puntuación Elo de 2726. En diciembre de 2019, anunció que dejaría de competir bajo la bandera de su país natal —desde entonces lo ha hecho con la de la FIDE, y actualmente con la francesa— debido a la decisión de Irán de retirar a sus jugadores del Mundial de Rápidas y Relámpago para evitar competir con israelíes. A febrero de 2020, debido a esto, reside en Francia.

## Infancia
Alireza Firouzja nació el 18 de junio de 2003 en Babol, provincia de Mazandarán. Según su padre, comenzó a jugar al ajedrez a los ocho años.

## Carrera ajedrecística

### De 2015 a 2017
Firouzja ganó la medalla de oro en la categoría sub-12 del Campeonato Juvenil de ajedrez de Asia en 2015. En 2016, ganó el Campeonato de Irán de ajedrez al obtener ocho puntos sobre once (+5-0=6), uno más que los siguientes clasificados, y se convirtió en la persona más joven en conseguir este título a los doce años. En ese mismo año, la FIDE le otorgó el título de Maestro Internacional.

### 2018
En febrero de 2018, participó en el Abierto de Aeroflot. Se clasificó el 40.º de 92  y obtuvo cuatro puntos y medio puntos sobre nueve (+2-2=5 —dos partidas ganadas, dos perdidas y cinco tablas—). Gracias al resultado en este torneo consiguió la última norma que necesitaba para lograr el título de Gran Maestro, que le fue otorgado en abril. Entre el 26 de julio y el 4 de agosto, representó a Irán en la Copa de Naciones de Asia, disputada en Hamadán. Irán ganó los tres eventos abiertos (clásico, rápido y relámpago) y Firouzja fue el mejor jugador invididual en partidas clásicas con seis puntos de siete. En la 43.ª Olimpiada de Ajedrez, jugó en el cuarto tablero y obtuvo ocho puntos sobre once (+6-1=4). Ganó la medalla de oro en la Olimpiada Juvenil sub-16, celebrada entre el 25 de noviembre y el 2 de diciembre, en la que consiguió ocho puntos de nueve (+7-0=2).
En el Campeonato Mundial de Rápidas de 2018 celebrado en San Petersburgo, Firouzja acabó sexto por detrás de Magnus Carlsen, Vladislav Artemiev, Hikaru Nakamura, Shakhriyar Mamedyarov y el ganador, Daniil Dubov. Este torneo lo empezó como el clasificado número 169 sobre 209 participantes. Logró diez puntos de quince (+8-3=4) y su desempeño fue de 2848 puntos, el segundo más alto después del de Dubov. En el Campeonato Mundial de Ajedrez Relámpago, obtuvo el puesto 42.º de 150 con una puntuación de doce puntos de veintiuno (+10-7=4). En la séptima ronda estaba en cabeza con seis puntos y medio de siete, pero decayó después de perder contra Magnus Carlsen —quien acabó ganando la competición— en la octava.

### 2019

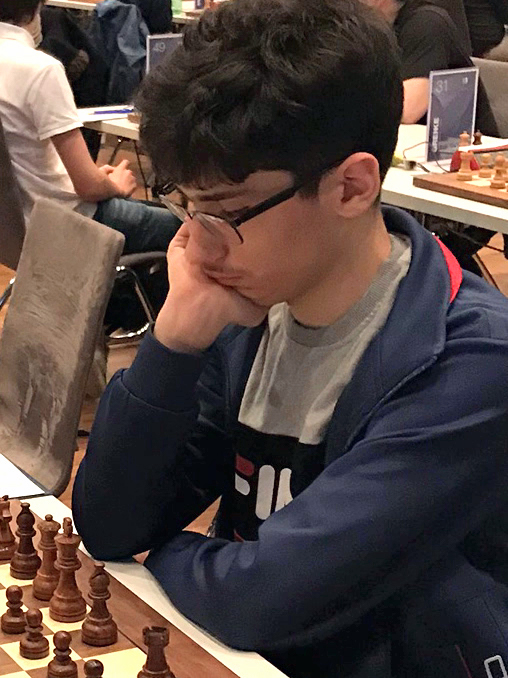
Firouzja en el Abierto de Grenke, 22 de abril de 2019

Firouzja ganó por segunda vez el Campeonato de Irán en este año, con nueve puntos de once (+7-0=4). En marzo, participó en el Campeonato Mundial de Ajedrez por Equipos representando a su país. Logró siete puntos de nueve (+6-1=2) e Irán se clasificó el sexto de diez equipos. En ese mismo mes, empató en el primer puesto (junto con otros seis jugadores) en el tercer Torneo de Maestros de Sharjah, con siete puntos de nueve (+5-0=4). Tras el desempate, se clasificó cuarto y Ernesto Inarkiev ganó el campeonato. En abril, compitió en el Campeonato de Ajedrez Relámpago de Chess.com y perdió en los cuartos de final contra Hikaru Nakamura, quien acabó ganando. Unos días más tarde, se clasificó segundo en el Abierto de Reykjavik tras perder el desempate contra Constantin Lupulescu, con un desempeño de siete puntos sobre nueve (+6-1=2). Durante el día de descanso del torneo, ganó el Campeonato Europeo de Ajedrez aleatorio de Fischer con ocho puntos de nueve (+7-0=2).
Entre el 18 y el 22 de abril, Firouzja participó en el Abierto de Grenke. Ganó las dos primeras partidas pero se negó a jugar contra el Maestro FIDE israelí Or Bronstein en la tercera ronda, concediendo de esta forma el punto a su rival. Hizo esto como consecuencia de la política del gobierno iraní, que no reconoce al estado de Israel y sanciona a los deportistas que compiten contra israelíes. En la cuarta ronda perdió contra Antonia Ziengenfuss, cuya puntuación Elo era solo de 1945. Ganó las cinco partidas restantes y finalizó en el puesto número veintisiete, con siete puntos de nueve. En mayo, Firouzja ganó el Campeonato Juvenil de Ajedrez Rápido, un evento en línea organizado por la web Chess.com. Obtuvo una puntuación de 18-7. En ese mismo mes, ganó el Campeonato francés de Rápidas y Relámpago celebrado en Le Blanc-Mesnil. Derrotó a Alberto David en la final.
En junio, Firouzja partició en la 18.ª edición del Campeonato de Ajedrez de Asia, celebrado entre los días 6 y 16 en Xingtai. Finalizó en la sexta posición con seis puntos de nueve (+5-2=2). Aunque técnicamente solo los cinco primeros clasificados obtienen una plaza para jugar la Copa Mundial de Ajedrez 2019, Firouzja la consiguió ya que el ganador, Le Quang Liem y el quinto clasificado, Rinat Jumabayev, habían obtenido su plaza en otros eventos. También acabó cuarto en el torneo de modalidad relámpago celebrado el último día de la competición, con seis puntos y medio de nueve (+6-2=1).
Firozja representó a la ciudad de Tavan en la Superliga turca entre el 17 y el 28 de julio. Logró once puntos y medio sobre trece (+10-0=3) e incrementó su puntuación a 2702. En ese momento, se convirtió en el primer iraní en superar los 2700 puntos.
En la Copa del Mundo 2019, celebrada en septiembre, Firouzja derrotó a Arman Pashikian y a Daniil Dubov en las dos primeras rondas, respectivamente. Fue el primer iraní en alcanzar la tercera ronda de este torneo. En esta tercera ronda, se enfrentó al clasificado con mayor puntuación, Ding Liren, hizo tablas en dos partidas clásicas, pero perdió los dos desempates de modalidad rápida y fue eliminado del torneo.
El 27 de diciembre, anunció que dejaría de jugar con la federación iraní de ajedrez, después de que Irán retirara a sus jugadores del Campeonato Mundial de Rápidas y Relámpago de este año para hacer cumplir la prohibición de no competir contra israelíes. En su lugar, participó con la bandera de la FIDE. En el torneo de rápidas, que se celebró entre el 26 y el 28 de diciembre, ganó la medalla de plata con diez puntos y medio de quince (+8-2=5), uno menos que el ganador Magnus Carlsen. Es el primer jugador de la historia de Irán —a pesar de que ya no representa oficialmente a este país— en ocupar uno de los tres primeros puestos de este torneo. En el torneo relámpago, obtuvo el sexto puesto con trece puntos y medio de veintiuno (+12-6=3).

### 2020
Firouzja participó en el Torneo de ajedrez Tata Steel en enero y logró seis puntos y medio sobre trece (+4-4=5), lo que le valió el noveno puesto.

### 2021
Desde finales de octubre hasta la primera semana de noviembre Firouzja jugó el Gran Suizo de la Fide logrando ganarlo indiscutiblemente y en solitario con 8 puntos sobre 11 posibles. Esto le permitió clasificar y jugar el Torneo de Candidatos de 2022 donde el ganador tendrá el derecho de retar a un match por la corona mundial al campeón del mundo Magnus Carlsen.

### 2022
Se proclamó vencedor de la Copa Sinquefield en septiembre de 2022.